# بعثات الإسبان إلى إقليم الشمال الغربي الهادئ

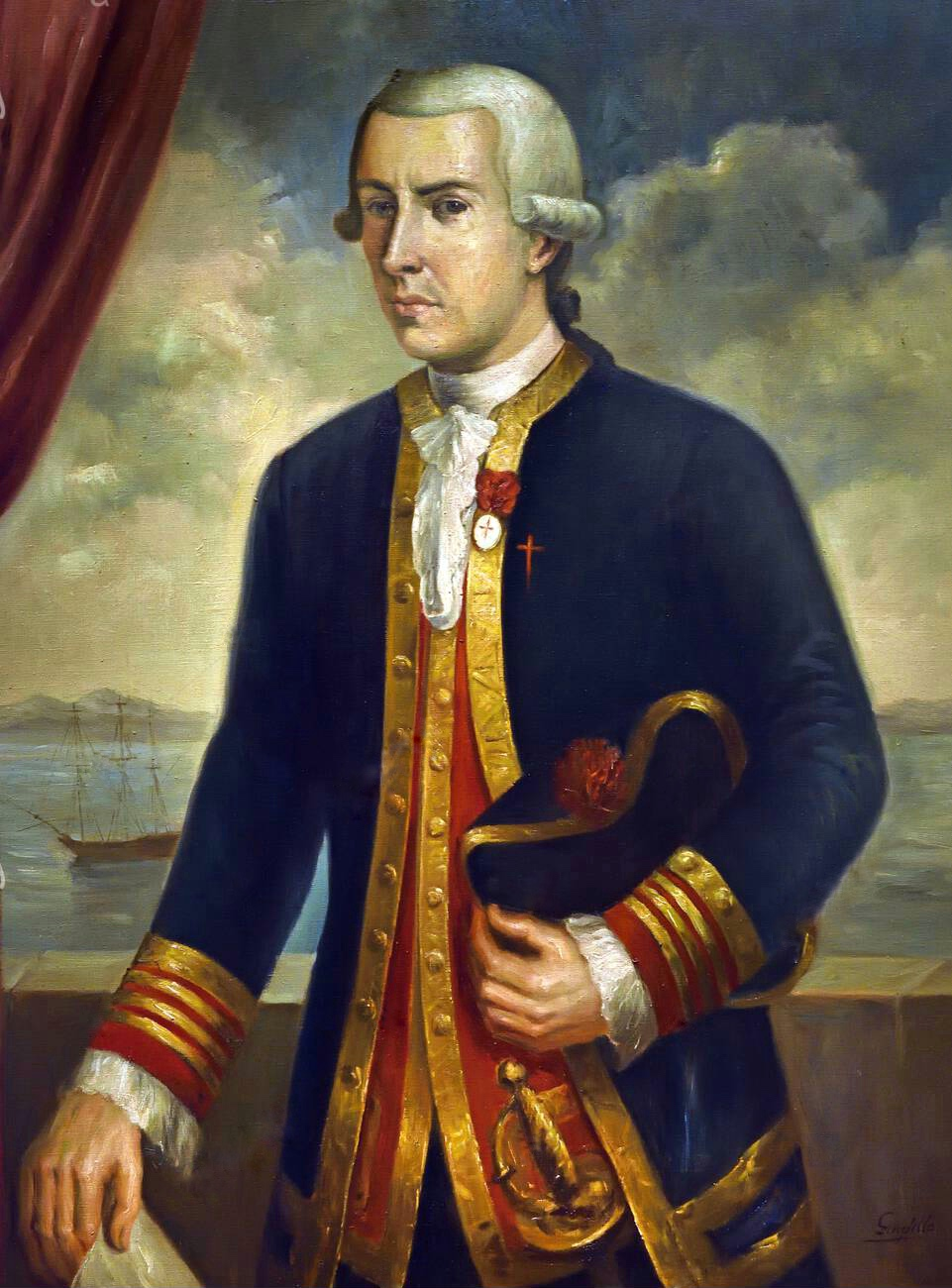

يعود تاريخ مزاعم الإسبان بامتلاك ساحل أمريكا الشمالية الغربي إلى مرسوم البابا ألكسندر السادس في عام 1493، ومعاهدة توردسيلاس عام 1494. وفي عام 1513، وطد المستكشف الإسباني فاسكو نونييث دي بالبورا –أول شخص أوروبي يرى المحيط الهادئ بنفسه– دعوى إسبانيا بامتلاكها تلك الأراضي عندما ادعى بأحقية إسبانيا بجميع الأراضي المتاخمة للمحيط الهادئ. ولكن لم تشرع إسبانيا في استعمار الأراضي الواقعة شمال المكسيك إلا في القرن الثامن عشر عندما استوطنت الساحل الشمالي للاس كاليفورنياس (كاليفورنيا حاليًا).
طعنت القوى الأوروبية في مزاعم إسبانيا بدءًا من منتصف القرن الثامن عشر، وتمثل ذلك في استعمار الأرض وتجارة الفرو عليها من قبل البريطانيين والروس. أرسل ملك إسبانيا، تشارلز الثالث، ومن خلفوه، عددًا من البعثات من إسبانيا الجديدة إلى ما يعرف حاليًا بكندا وألاسكا في الفترة بين عامي 1774 و1793، وذلك للتصدي لخطر المستعمرين البريطانيين والروس، وتقوية مزاعم الإسبان بتلك الأراضي. ففي تلك الفترة من التاريخ كان لزامًا على الدول المحتلة أن تثبت ملكيتها للأراضي من خلال «اكتشاف» مناطق معينة لأول مرة واستكشافها.

## رحلة بيريز عام 1774
قاد خوان خوزيه بيريز أول رحلة بحرية استكشافية على متن البارجة «سانتياغو» (المدعوة «نويفا جاليثيا»). اتجهت الرحلة إلى ألاسكا ولكنها توقفت وعادت أدراجها عند جزر هايدا جواي. يُعد بيريز وطاقمه المكون من 86 رجل أول أوروبيين معروفين يطأون إقليم الشمال الغربي الهادئ.

## رحلة هيثيتا وبوديغا إي كوادرا عام 1774
قاد الملازم برونو دي هيثيتا رحلة ثانية وبرفقته تسعون رجلًا على متن السانتياغو. أبحرت البارجة من سان بلاس، ناياريت في 16 مارس 1775 بأمر من الملك لتقوية مزاعم إسبانيا بساحل المحيط الهادئ الغربي بأكلمه. أبحر كذلك الزورق «سونورا» (المدعو «فليثيداد»، أو«نيوسترا سينيورا دي غوادالوبي») بصحبة السانتياغو تحت إمرة خوان مانويل دي أيالا في بادئ الأمر. تكون طاقم الزورق سونورا الذي يبلغ طوله 36 قدمًا (11 متر) من 16 رجلًا، وهم مُكلفون بمهام الاستطلاع ورسم الخرائط. وبوسع هذا الزورق النزول إلى اليابسة في الأماكن التي لم تتمكن السانتياغو من النزول إليها في رحلتها السابقة؛ وهكذا تمكنت البعثة من إعادة فرض مزاعم الإسبان بالأراضي الواقعة شمال إسبانيا الجديدة التي وطأتها إسبانيا من قبل. تولى أيالا قيادة القارب «سان كارلوس» (المدعو «تويسون دي أورو») المرافق للبعثة بعد سقوط قائده الأول، ميغويل مانريك، من الإعياء بعد وقت قصير من مغادرة سان بلاس. ومن ثم كُلّف بوديغا إي كوادرا بتولي قيادة السونورا. قابل كوادرا ربان الزورق، فرانثيسكو أنطونيو موريل، وتكونت بينهما صداقة قوية.
أبحرت السفن الثلاثة معًا حتى وصلت إلى خليج مونتيري في كاليفورنيا العليا. كُلف أيالا بمهمة استكشاف مضيق البوابة الذهبية بينما أبحر هيثيتا وبوديغا شمالًا. وبذلك أصبح أيالا وطاقمه أول أوروبيين معروفين يلجون إلى خليج سان فرانسيسكو. استكمل كلٌ من السونورا والسانتياغو رحلتهما شمالًا حتى وصلا إلى نقطة غرينفيل، وأطلق عليها هيثيتا اسم «بونتا دي لوس مارتيرس» (أو نقطة الشهداء) بعدما هاجمتهم قبائل الكوينولت المحلية. افترقت السفينتان عن بعضهما في عشية يوم 29 يوليو 1775. فقد أصاب طاقم السانتياغو إعياء شديد بسبب الاسقربوط ولذلك قرر هيثيتا أن يعودوا أدراجهم إلى سان بلاس. وفي طريق عودتهم اكتشفوا مصب نهر كولومبيا الواقع بين ولايتي أوريغون وواشنطن. توفي خوان بيريز، ربان السانتياغو، خلال رحلة العودة جنوبًا.
استانف بوديغا إي كوادرا رحلته شمالًا على متن السونورا بناءً على أوامر البعثة، ووصل في النهاية إلى خط عرض 59° شمال في 15 أغسطس، ووطأ جزيرة سيتكا بالقرب مما يُعرف حاليًا ببلدة سيتكا في ألاسكا. وفي أثناء رحلة عودته، اكتشف بوديغا جزءًا من خليج بوكاريلي على الجانب الغربي من جزر أمير ويلز، وهَم باستكشافه وأطلق عليه هذا الاسم.
أتى بوديغا باسماء عدة مناطق، من بينها خليج بوكاريلي، وبويرتو دي لوس ريميديوس، وجبل سان خاثينتو الذي أعاد المستكشف البريطاني، جيمس كوك، تسميته إلى جبل إدجكومب.

## رحلة أرتياغا وبوديغا إي كوادرا عام 1779
أبحرت رحلة ثالثة في عام 1779 تحت إمرة إغناثيو دي أرتياغا على متن طرادتين مُسلحتين: الفافوريتا تحت إمرة أرتياغا، والبرنثيسا تحت إمرة بوديغا. وبرفقة أرتياغا على متن الفافوريتا نائب القبطان فرناندو كيروس إي ميراندا، والجراح خوان جارثيا، والربان خوزيه كاماتشو، وربان السفينة الثاني خوان بانتويا إي أرياغا. وبرفقة بوديغا على متن البرنثيسا نائب القبطان فرانثيسكو أنطونيو موريل، والجراح ماريانو نونيث إسكويبل، والربان خوزيه كانيثاريس، وربان السفينة الثاني خوان باوتيستا أجويري. تمثل هدف البعثة في تحديد مدى الاختراق الروسي لألاسكا، والبحث عن الممر الشمالي الغربي، والقبض على جيمس كوك إذا تربصوا به في المياه الإسبانية. فقد علمت أسبانيا باستكشافات جيمس كوك في عام 1778 على طول ساحل المحيط الهادئ. وفي يونيو 1779 – أثناء بعثة أرتياغا وبوديغا – دخلت إسبانيا حرب الاستقلال الأمريكية كحليف لفرنسا، مما عجّل بقيام حرب أنجلو-إسبانية موازية استمرت حتى إبرام معاهدة باريس في عام 1783. لم يتمكن أرتياغا وبوديغا من العثور على كوك الذي قُتل في هاواي في فبراير 1779.
وفي أثناء الرحلة قام أرتياغا وبوديغا بتمشيط خليج بوكاريلي بعناية، ثم توجها شمالًا إلى بورت إتشس في جزيرة هينشنبروك. وطأ كلاهما جزيرة الأمير ويليام ثم وصلا إلى خط عرض 61 °شمال، وهي أبعد نقطة وصلت إليها بعثات إسبانيا إلى ألاسكا. ولج الاثنان كذلك إلى خليج كوك، وشبه جزيرة كيناي حيث أديا مراسم حيازة الأرض في يوم 2 أغسطس فيما يُعرف حاليًا ببورت شاتهام. عاد طاقم أرتياغا إلى كاليفورنيا بعد إصابتهم بأمراض متنوعة دون أن يعثروا على الروس.
تحمل طاقم كلتا السفينتين الكثير من المصاعب على مدار الرحلة، ومن بينها نقص الطعام والاسقربوط. وفي 8 سبتمبر همت السفينتين بالتحرك جنوبًا في رحلة العودة إلى سان بلاس. على الرغم من تكتم الإسبان في العادة عن رحلاتهم الاستكشافية واكتشافاتهم فقد حظيت رحلة أرتياغا وبوديغا في عام 1779 بشهرة واسعة. حصل جان فرانسوا دي بيروز على نسخة من خريطة الرحلة، ونشرها عام 1798. وحصل دينس بارينغتون على مذكرات موريل ونشرها في لندن عام 1798.
بخلاف الرحلات الاستكشافية الثلاثة إلى ألاسكا التي أرسلتها إسبانيا في غضون خمس سنوات، لم تبحر بعثة أخرى من إسبانيا إلى إقليم الشمال الغربي الهادئ حتى عام 1788 بعد انتهاء الحرب القائمة بين بريطانيا وإسبانيا بتوقيع معاهدة باريس. ففي أثناء الحرب، كرست إسبانيا مرفأ سان بلاس لخدمة جهود الحرب في الفلبين. وفي تلك الفترة توقفت جميع الرحلات الاستكشافية. ولم تتلقى كاليفورنيا العليا أي دعم يُذكر من سان بلاس. وبحلول عام 1786 أوشكت كاليفورنيا العليا من تحقيق الاكتفاء الذاتي، وتوقفت الحرب مع بريطانيا، مما سمح بإرسال المزيد من الرحلات البحرية إلى ألاسكا.